# Rolfsbüttel
Rolfsbüttel ist ein Ortsteil der Gemeinde Adenbüttel in Niedersachsen. Die Ortschaft hat etwa 300 Einwohner und ist Teil der Samtgemeinde Papenteich im Landkreis Gifhorn.

## Geografie

### Geografische Lage
Rolfsbüttel befindet sich etwa zwischen den Ortschaften Adenbüttel, Didderse sowie Hillerse und gehört zum Landkreis Gifhorn. Rolfsbüttel bildet zusammen mit der Ortschaft Adenbüttel die Gemeinde Adenbüttel. Der Ort befindet sich etwa drei Kilometer nordwestlich des Hauptortes. Nächstgelegene Mittelzentren sind Wolfsburg, Salzgitter, Wolfenbüttel, Gifhorn, Peine und Celle.

### Religionen
Die Einwohner Rolfsbüttel sind größtenteils protestantischer Konfession und bildet zusammen mit den Ortschaften Hillerse, Didderse und Neubrück eine Kirchengemeinde.

## Bevölkerung
Die Bevölkerungsentwicklung in historischer Zeit ist für Rolfsbüttel unabhängig von Adenbüttel dokumentiert. Seit der Eingemeindung und der Gründung der Samtgemeinde 1974 wurde die Einwohnerentwicklung für den Ort Rolfsbüttel von der Samtgemeinde Papenteich dokumentiert. Zum 31. Dezember 2006 hatte Rolfsbüttel 290 Einwohner.
| Jahr | Einwohner |  | Jahr | Einwohner |
| ---- | --------- |  | ---- | --------- |
| 1821 | 141       |  | 1950 | 321       |
| 1871 | 157       |  | 1961 | 262       |
| 1912 | 200       |  | 1970 | 227       |
| 1925 | 211       |  | 1980 | 232       |
| 1933 | 191       |  | 1990 | 244       |
| 1939 | 183       |  | 2000 | 306       |

## Geschichte
Rolfsbüttel wurde 1274 erstmals urkundlich als „Rolvesbutle“ erwähnt und gehört siedlungshistorisch zu den Büttel-Ortschaften. Die Edelherren von Meinersen waren hier begütert. Sie gaben um 1280 zwei Hufen als Lehen an Walther von Algesbüttel.

### Ur- und Frühgeschichte
Aus der direkten Umgebung von Rolfsbüttel stammen mehrere archäologische Funde aus mehreren Ausgrabungsphasen, die zeigen, dass hier bereits in der Eisenzeit Menschen siedelten. 1956 wurde in der Nähe der Straße in Richtung Didderse ein Urnenfeld mit mehreren Brandurnengräbern gefunden. Es wurden 7 Graburnen auf einer Fläche von nur 2 m² gefunden und weitere 15 Bestattungen ohne Urne nachgewiesen. Dabei war auch eine Spange aus der Eisenzeit, gefertigt aus Kupferdraht mit sieben Schleifen auf dem Bügel. Die Spange ist heute im Heimatmuseum Gifhorn ausgestellt.

### Eingemeindung
Rolfsbüttel wurde am 1. März 1974 in die Nachbargemeinde Adenbüttel eingegliedert.

## Wirtschaft und Infrastruktur

### Öffentliche Einrichtungen
- Schule: Bis nach dem Zweiten Weltkrieg besaß Rolfsbüttel eine eigene kleine Dorfschule.

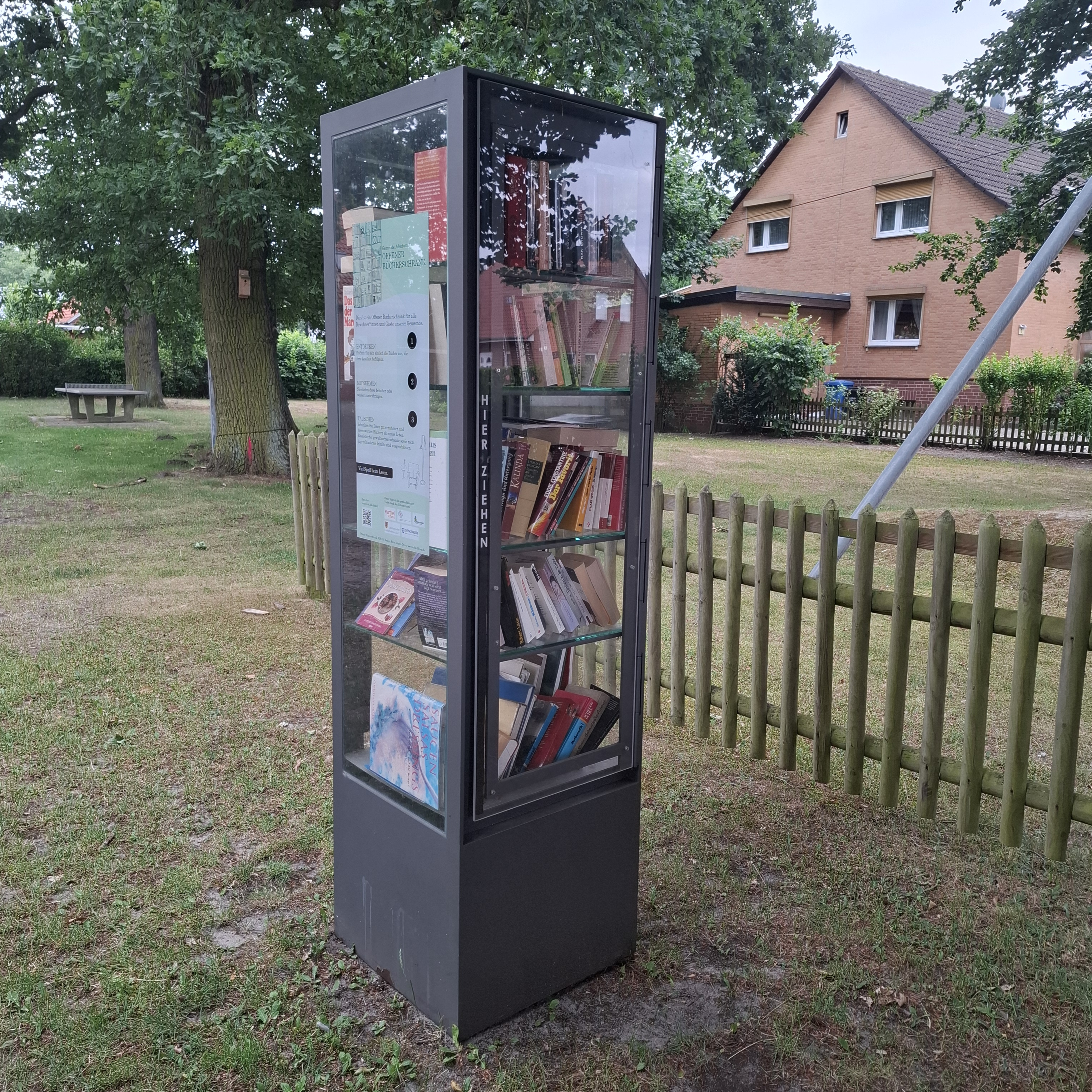
Bücherschrank am Spielplatz vor der alten Schule

- Bücherschrank am Spielplatz vor der alten SchuleFeuerwehr und Zivilschutz: Die Freiwillige Feuerwehr Rolfsbüttel wurde im Jahr 1900 gegründet.